# Denys G. Wells
Denys George Wells (Bedford, 1881 - Londen?, 1973) was een Brits kunstschilder.
Hij werd geboren te Bedford in 1881 als vierde zoon van George Wells, J.P., een burgemeester van Bedford. Zijn kunstopleiding kreeg hij aan "The Slade" (1897-1903) onder leiding van Henry Tonks, Wilson Steer, W.W. Russel en Fredrick Brown. Hij won er meerdere prijzen. Denys G. Wells voltooide zijn kunstopleiding in Montmartre, Parijs (2 jaar). Wells schilderde vooral in olieverf en aquarel.
Reeds op 25-jarige leeftijd werd hij in 1906 lid van de Royal Society of British Artists. Twee keer werd hij bekroond met de The Laszlo Medal voor uitzonderlijke schilderkunst. In 1955 werd hij voorzitter van de Society. In 1914 trad hij toe tot de befaamde Artists' Rifles waar hem de titel van Officer werd toegekend.
Gedurende W.O. II, te oud voor het leger, diende hij voltijds als "airraid warden" waarvoor hij beloond werd met de British Empire Medal voor betoonde moed.
Wells was voorzitter van The Ridley Art Society (1966-1967) en later vicepresident. 
Wells stelde regelmatig tentoon in de Royal Academy, de Society of British Artists, de New English Art Club, de Britain in Watercolours Exhibition, de Bradford City Art Gallery, de Brighton Art Gallery en de The Royal Glasgow Institute of Fine Art. 
Hij ontving de Lord Mayor's Art Award voor tentoongestelde werken in de Guildhall in 1969.
Zijn werken zijn wereldwijd bekend en bevinden zich zowel in private als in officiële collecties zoals de London Guildhall, het Imperial War Museum of London en het Palace of Westminster, om er maar enkele te noemen.
Wells kreeg van koningin Mary de opdracht een schilderij te schilderen voor The Queen's Dolls House in Windsor. Hij ontving op verzoek van de minister-president in 1958 een pensioen van de koningin voor zijn verdiensten in de kunst. 
Hoewel zijn aquarellen overwegend over Londen handelen schilderde hij ook andere locaties in Groot-Brittannië, Venetië, Rome, Amsterdam, Spanje en Noord-Frankrijk.
Wells overleed in 1973 op 92-jarige leeftijd. Hij schilderde tot in zijn laatste dagen.
- RKD-Nederlands Instituut voor Kunstgeschiedenis: 83537
- Union List of Artist Names: 500107744
- Virtual International Authority File: 96486595